# Ernst Schalck
Adam Ernst Schalck, auch Schalk (* 8. März 1827 in Frankfurt am Main; † 23. August 1865 ebenda), war ein deutscher Maler, Zeichner und Karikaturist.

## Leben und Werk

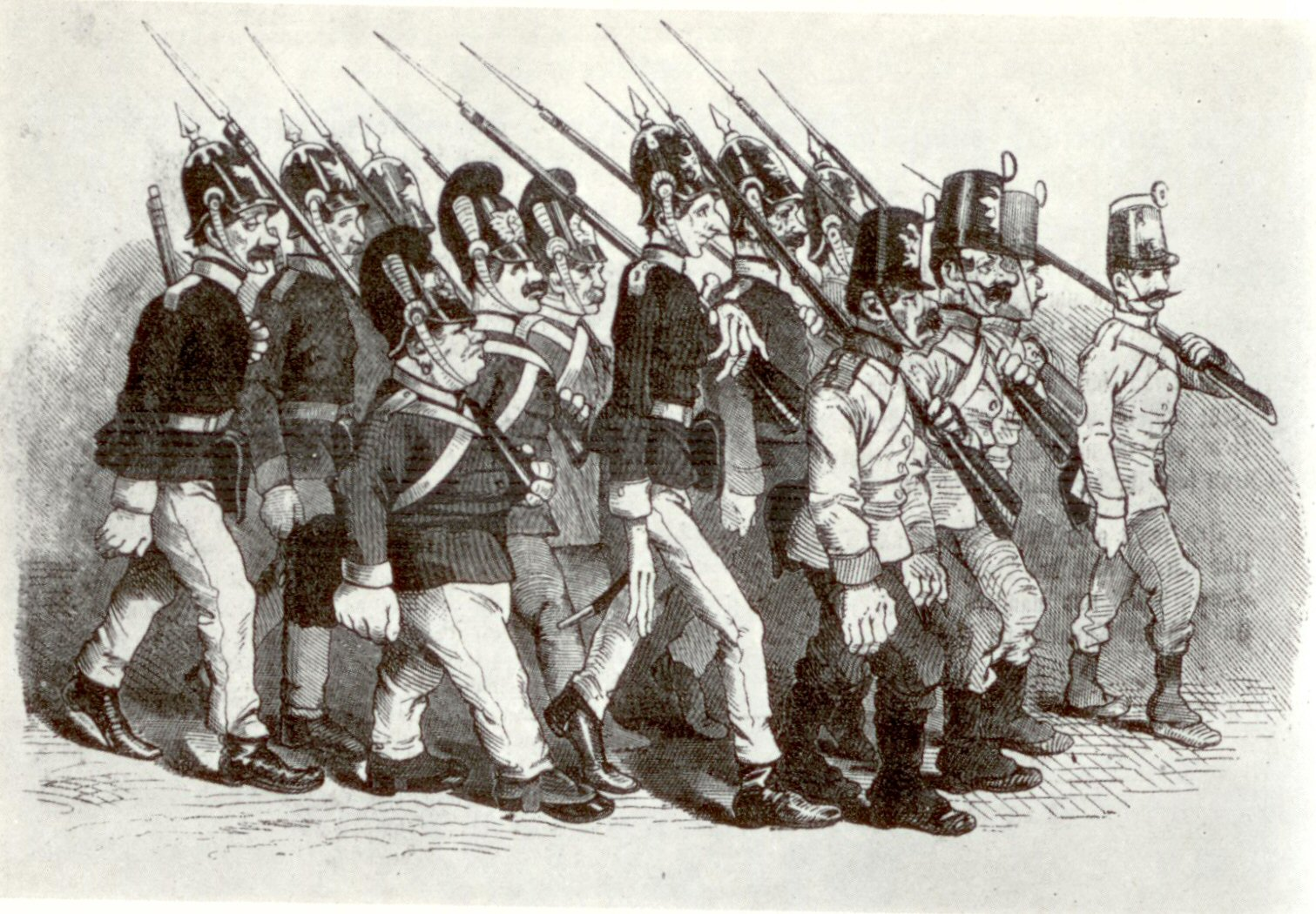
Die gemischte Patrouille, Karikatur von Ernst Schalck

Schalck entstammte einer Frankfurter Künstlerfamilie. Sein Vater war der Miniaturmaler und Porträtist Heinrich Franz Schalck (1791–1832 oder 1833), sein Großvater der Dekorationsmaler Johann Peter Joseph Schalck († 1801). Sein älterer Bruder Heinrich (1825–1846) wurde Porträtmaler.
Nach dem frühen Tod seines Vaters wurde Schalcks Erziehung durch die Kirche und die Frankfurter Freimaurerloge „Zur Einigkeit“ gefördert. Er trat der Loge, der sein Vater angehörte, 1856 bei. Er besuchte die katholische Selektenschule, dort fiel seine zeichnerische Begabung früh auf. Von 1842 bis 1847 war er Schüler des Städelschen Kunstinstituts, an der unter anderem Johann David Passavant, Friedrich Hessemer, Eduard Schmidt von der Launitz und Jakob Becker seine Lehrer waren. 1847 lernte er in der vormärzlichen Stammtischrunde des Wasserkollegs den Dichter Friedrich Stoltze kennen, zu dem er eine lebenslange Freundschaft entwickelte.
1847 wechselte er auf die Kunstakademie Düsseldorf. Dort war er Schüler der „1. Klasse“ des Direktors Wilhelm von Schadow.
Im Revolutionsjahr 1848 kehrte er nach Frankfurt zurück. In dieser Zeit entstanden etwa 50 Zeichnungen und Lithographien zu Zeitereignissen und Personen der Zeitgeschichte. Eine Mappe mit zwölf großformatigen Karikaturen erschien 1849/50.
Inwieweit er an den revolutionären Ereignissen beteiligt war, ist nicht erwiesen; eine polizeiliche Untersuchung nach den Septemberunruhen wegen einer möglichen Beteiligung an den Barrikadenkämpfen vom 18. September wurde eingestellt, weil er entlastende Alibis beibrachte und eine Handverletzung, die ihn verdächtig gemacht hatte, erwiesenermaßen von einem Sturz herrührte.
Im Mai/Juni 1849 bereiste Schalck mit seinem Freund Stoltze das Aufstandsgebiet in der Pfalz, um von den Kämpfen der dortigen Freischärler zu berichten. Seine Erlebnisse veröffentlichte er Ende 1849 in den Skizzen aus der Pfalz, sieben großformatigen Lithographien mit Versen von Friedrich Stoltze.
In den 1850er-Jahren schuf Schalck zahlreiche Genrebilder. Ab 1852 arbeitete er an Stoltzes Frankfurter Krebbelzeitungen mit. 1852 heiratete er Felicie Louise Louvel de la Faverie (* 1829), Tochter eines französischen Offiziers. Um die Familie durchzubringen, gründete sie eine private Mädchenschule in Frankfurt. 1853 wurde die Tochter Marie geboren, 1857 der Sohn Alfred Ernst. Der jüngste Sohn Hugo Karl starb 1859 kurz nach der Geburt.
Ab 1860 arbeitete Schalck an Stoltzes Frankfurter Latern als Karikaturist mit. Seine Bilderserien, vor allem aber die satirischen Schlussbilder, trugen wesentlich zum Erfolg des Blattes bei. Seine Karikaturen zielten anfangs auf Napoleon III., später zumeist auf Otto von Bismarck. 1862 verhängten preußische Gerichte Geld- und Haftstrafen gegen Schalck, die jedoch in der Freien Stadt Frankfurt nicht vollstreckt werden konnten.
Am 23. August 1865 starb Schalck an einer langjährigen Lungenkrankheit. Seine Frau kehrte daraufhin mit den Kindern nach Paris zurück, wo sie als Schriftstellerin wirkte. Teile seines Nachlasses, darunter drei Gemälde sowie Zeichnungen und Skizzen, befinden sich im Goethehaus, im Historischen Museum und im Städel. 1980 widmete das Stoltze-Museum in der Töngesgasse ihm eine Ausstellung unter dem Titel Frankfurter Hampelmann und Deutscher Michel – Der Frankfurter Karikaturist Ernst Schalk 1827–1865.